# Lectoure
Lectoure (tiếng Occitan: Leitora, [lejˈturɔ]) 
là một xã thuộc tỉnh Gers trong vùng Occitanie miền nam nước Pháp.